# Kuzovatovói járás

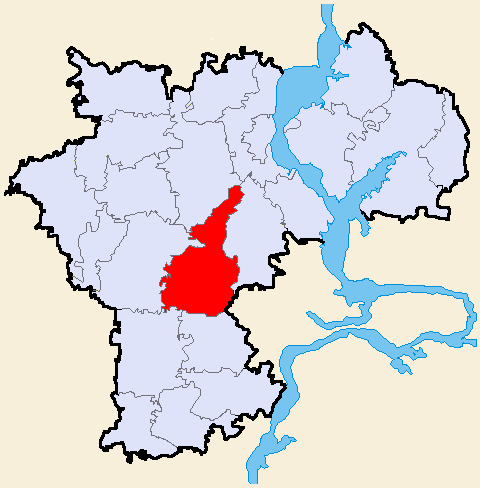
A Kuzovatovói járás az Uljanovszki területen

A Kuzovatovói járás (oroszul Кузоватовский район) Oroszország egyik járása az Uljanovszki területen. Székhelye Kuzovatovo.

## Népesség
- 2002-ben lakosságának 66%-a orosz, 27%-a mordvin, 1,5%-a csuvas, 0,7%-a tatár.
- 2010-ben 22 377 lakosa volt, melynek 74,9%-a orosz, 20,4%-a mordvin, 1,6%-a csuvas, 1%-a tatár.